# Tasó László
Tasó László (Debrecen, 1963. január 14. –) magyar politikus, fideszes országgyűlési képviselő (2004–), 1994 és 2014 között Nyíradony polgármestere, 2014-től 2017-ig közlekedéspolitikai államtitkár.

## Életpályája

### Tanulmányai
Nyíradony szülöttjeként az általános iskolát helyben végezte. Debrecenben a Bethlen Gábor Közgazdasági és Postaforgalmi Szakközépiskolába, majd Szegeden Kiss Ferenc Erdészeti és Vadgazdálkodási Szakközépiskolába járt. Képesített könyvelői, vállalti tervezői, statisztikusi, illetve erdész, vadász végzettségeket szerzett. 
A Debreceni Kossuth Lajos Tudományegyetem Szociológiai Tanszékén szociális munkás szakon szerzett főiskolai diplomát 1999-ben. Egyetemi másoddiplomáját humán menedzsment specializációval szintén a KLTE-n, szociálpolitikai szakon szerezte 2002-ben. 2004-ben okleveles Európa-szakértői végzettséget szerzett a Debreceni Egyetem Európai Tanulmányok szakán.

### Munkahelyei
Első munkahelyén 1981-ben a FEFAG Gúthi Erdészeténél felíróként állt munkába, majd művezető és üzemvezető lett. Később közgazdasági elemzőként, az erdészeti rakodóállomás vezetőjeként, végül értékesítési ágazatvezetőként dolgozott. 
1987-ben és 1989-ben gazdasági munkaközösségeket, 1991-ben fakitermeléssel, fafeldolgozással foglalkozó betéti társaságot alapított, melynek 1995-ig többségi tulajdonosa és ügyvezetője volt. 1993-ban társaival az előzőek mellett szállítási tevékenységgel kiegészítve korlátolt felelősségű társaságot alapítottak, melynek 2005-ig tisztségviselője, 2007-ig tagja volt.

### Politikai pályafutása
1994-ben független jelöltként választották először Nyíradony polgármesterévé. 1998-ban, immár a Fidesz-KDNP közös jelöltjeként másodjára is a város polgármestere lett. 2002-ben harmadjára is megválasztották, ezzel párhuzamosan 2002-től 2005-ig a Hajdú-Bihar Megyei Közgyűlés tagja és ott az Idegenforgalmi Bizottság elnöke is volt. 2004 szeptemberétől a Fidesz Hajdú-Bihar megyei 4. számú választókerületének elnöke, 2005 májusától a Fidesz Önkormányzati Tagozatának Hajdú-Bihar megyei elnöke, 2007 májusától a tagozat országos elnökségének alelnöke lett. 
A Parlamentbe először 2004-ben került be, az Európai Unió parlamenti képviselőinek választásán mandátumot szerzett Pálfi István helyére. A 2006-os parlamenti választásokon a hajdúhadházi egyéni országgyűlési választókerületben szerzett mandátumot, az Országgyűlésben az Önkormányzati és Területfejlesztési Bizottság tagja lett. Ugyanabban az évben, októberben negyedik alkalommal is megválasztották Nyíradony város polgármesterévé, 2007-ben és 2009-ben a Fidesz Önkormányzati Tagozatának Hajdú-Bihar megyei elnöki és az Országos Elnökség alelnöki tisztségeiben is újraválasztották. 2009-ben az állami erdők privatizációját megakadályozó eseti bizottság vezetője lett. 
2010-ben a 8. legjobb eredménnyel került újra a magyar országgyűlésbe, ismét a hajdúhadházi egyéni országgyűlési választókerületből. 2010 októberében az önkormányzati választáson kihívója sem volt, így ötödik alkalommal lett Nyíradony város polgármestere. 2014-ben az új választókerületi rendszerben is a legmagasabb megyei, illetve a 9. legjobb országos eredményt elérve lett a Magyar Parlament tagja.
2014. július 1-től a Nemzeti Fejlesztési Minisztérium Közlekedéspolitikáért felelős államtitkára lett. A tisztségéről más tisztség betöltése érdekében 2017. február 7-i hatállyal lemondott. 2017. február 8-től 2018. május 17-ig a Miniszterelnökség 10 ezer főnél kevesebb lakosú települések fejlesztéséért felelős államtitkára volt.
A 2018-as országgyűlési választást megelőzően képviselő-jelöltként több nyilvános választási gyűlést tartott. Egy március 25-én, Nyíracsádon tartott gyűlésen – a Hír TV helyszíni beszámolója szerint – erőszakkal megakadályozta, hogy a sajtó képviselői részt vegyenek.
A 2018. április 8-i választásokon a Hajdú-Bihar megyei 3-as számú egyéni országgyűlési választókerületben 27 979 szavazattal (58,16%), a megyében a legmagasabb, az országban a 10. legjobb eredménnyel választották újra országgyűlési képviselőnek. Bizottsági munkáját az országgyűlés új ciklusában a Vállalkozásfejlesztési Bizottságban kezdte meg.

## Szabadidős tevékenységek, tisztségek
Labdarúgás, tenisz, vadászat-vadgazdálkodás,
1997-től a Nyíradonyi Széchényi Zsigmond Vadásztársaság elnöke, 2010-től a Magyar Labdarúgó Szövetség Hajdú-Bihar Megyei Társadalmi elnöke, 2004-től a Parlamenti Sportegyesület Labdarúgócsapatának tagja.